# 潮風にちぎれて
『潮風にちぎれて』（しおかぜにちぎれて）は、松任谷由実（ユーミン）の通算8枚目のシングル、松任谷由実としては初のシングル。東芝EMIより1977年5月5日に発売。規格品番：ETP-10195。1989年6月28日にCDシングルとして再発。

## 解説
- ジャケットは自宅で撮影。ジャケット写真内で着ていた「ソニア・リキエル」のカシミアボーダーニットは前年の1976年に購入したもので、2011年の宣材写真でも着用しており、ユーミンが所有している数多くもの私服の中でも特にお気に入りの1着だそうで2020年現在まで愛用している。
- 「潮風にちぎれて」は、別のボーカルテイクのサンプル盤（1曲入り）がある。
- 1977年のベストアルバム『ALBUM』に両曲とも収録されたが、共にオリジナルアルバム未収録であるが故に2018年現在CDシングルが中古市場で価格が高騰傾向にある。2018年9月24日より各大手配信サイトにて楽曲の配信が開始された為、両曲共に聴く事は可能。更に「潮風にちぎれて」は『sweet,bitter sweet〜YUMING BALLAD BEST』及び『SEASONS COLOURS -春夏撰曲集-』に収録されており、「消灯飛行」も2022年のベストアルバム『ユーミン万歳!』に2022 mixが収録された。
- 「消灯飛行」はインストバージョンをラジオのレギュラー番組のエンディングテーマとして使用。
- オリコンチャートの登場週数は12週、チャート最高順位は週間31位、累計5.8万枚のセールスを記録した[1]。

## 収録曲
- Side A 潮風にちぎれて -Torn By The Sea Breeze-
- Side B 消灯飛行 -Flying In The Dark-

作詞・作曲：松任谷由実／編曲：松任谷正隆